# Вишеславцев Борис Петрович
Бори́с Петро́вич Вишесла́вцев (*3 жовтня 1877, Москва, Росія — †5 жовтня 1954, Женева, Швейцарія) — російський філософ, релігійний мислитель.

## Біографія
Після закінчення в 1899 році юридичного факультету Московського університету вів адвокатську практику. В 1902 році залишив адвокатуру та розпочав підготовку до професорського звання в галузі філософії під керівництвом П. І. Новгородцева. В 1914 році Вишеславцев захистив магістерську дисертацію на тему «Етика Фіхте. Основи права і моральності в системі трансцендентної філософії», яка була видана у вигляді книги. З 1917 року — професор філософії права Московського університету.
В 1922 році Вишеславцев емігрував  з Росії до Німеччини, в Берлін, де до 1924 року викладав в заснованій М. О. Бердяєвим «Релігійно-філософській академії», потім разом з Академією переїхав до Парижу. Брав участь в організації видавництва YMCA-Press (Париж). З 1925 року — один з редакторів релігійно-філософського часопису «Шлях».
Розробляв проблематику «філософії серця», антропології, теорії культури. Його книга «Серце у християнській та індійській містиці» (1929) — перша систематизуюча робота з православним розуміння проблеми.
Знайомство з Карлом Юнгом підштовхнуло Вишеславцева до захоплення психоаналізом, що відбилось у його головній філософській праці «Етика перетвореного Ероса. Проблема Закону і Благодаті» (1931).
У 1950-і роки співпрацював з Народно-трудовим союзом (рос. Народно-трудовой союз российских солидаристов).
Помер Вишеславцев в Женеві 5 жовтня 1954 року.

## Твори
- Етика Фіхте. Основи права і моральності в системі трансцендентної філософії (1914)
- Серце в християнській та індійській містиці (1929)
- Етика перетвореного Ероса. Проблеми Закону та Благодаті (1931)
- Філософська неміч марксизму [Архівовано 11 жовтня 2008 у Wayback Machine.] (1952)
- Криза індустріальної культури. Марксизм. Неосоціалізм. Неолібералізм (1953)
- Вічне в російській філософії (1955, посмертне видання).